# لیپوویتسا، دسپوتوواتس
لیپوویتسا (صربی: Lipovica}} یک منطقهٔ مسکونی در صربستان است که در Despotovac واقع شده‌است.
 لیپوویتسا  ۴۵۰ نفر جمعیت دارد.